# Hanns Röttgen
Johannes („Hanns“) Röttgen (* 21. September 1887 in Aachen; † 26. September 1970 in Bonn) war ein deutscher Verwaltungsjurist.

## Leben
Röttgen war nach Studium ab 1910 als Gerichtsreferent, ab 1914 als Gerichtsassessor tätig. Von 1914 bis 1918 leistete er Kriegsdienst. Anschließend war er bei der Stadtverwaltung Aachen tätig. Später kam er als Referent in das Reichsschatzministerium, wo er 1920 zum Regierungsrat ernannt wurde. Ab 1923 war er Hilfsarbeiter im Preußischen Innenministerium. 1924 folgte die Ernennung zum preußischen Regierungsrat, 1925 zum Oberregierungsrat.
Von 1927 bis 1932 war er Landrat in Mayen. Nach Machtübernahme der Nationalsozialisten wurde er 1933 zunächst in den Ruhestand versetzt, fand dann von 1933 bis 1944 als Oberstabsintendant bei der Wehrmacht Verwendung.
Nach Ende des Zweiten Weltkriegs war er von 1945 bis 1947 Dezernent der Stadtverwaltung Bonn. Ab 1949 war er Beamter bei der Bundestagsverwaltung und dort ab 1951 Abteilungsleiter (Abt. II Verwaltung). 1954 trat er im Amt eines Ministerialrats in den Ruhestand.
Röttgen war Mitglied der katholischen Studentenverbindungen KDStV Rheno-Franconia München (seit 1906) und KDStV Staufia Bonn im CV.

## Ehrungen
1952: Verdienstkreuz (Steckkreuz) der Bundesrepublik Deutschland